# Le Commando des morts-vivants
Pour plus de détails, voir Fiche technique et Distribution.
Le Commando des morts-vivants (Shock Waves) est un film américain réalisé par Ken Wiederhorn, sorti en 1977.

## Synopsis
Quelque part à l'est des Antilles, un petit bateau de croisière entre en collision avec un énorme cargo qui le fait échouer au large d'une île à première vue déserte. Porté disparu, le capitaine est retrouvé victime d'une mort aussi atroce qu'inexplicable, dans des circonstances manifestement destinées à inspirer la terreur aux naufragés. Dans l'île, les rescapés découvrent avec soulagement une somptueuse résidence de style colonial qu'ils croient d'abord inhabitée. Mais un phonographe faisant retentir du Wagner dans les profondeurs de la jungle leur révèle bientôt une présence et, à travers un haut-parleur, une voix à l'accent germanique les interpelle, leur enjoignant de quitter les lieux au plus vite. Surgissant du lit d'une rivière, d'étranges créatures en uniforme d'officiers SS s'en prennent alors au vieux matelot du navire, bientôt découvert mort par ses compagnons d'infortune. Enfin débusqué, le résident de la villa, un officier SS d'allure aristocratique, leur apprend qu'il se trouvait à la tête d'un commando de morts-vivants conçus par la science nazie pour demeurer invulnérables au cœur des plus sanglantes échauffourées. Mais, le commando s'étant tout de suite distingué par son indiscipline criminelle, il aurait été relégué dans l'île à des fins de dressage puis, la guerre terminée, oublié du monde avec son chef. Éperdus de terreur, les rescapés tentent de s'isoler dans une chambre froide située dans la cave de la villa, mais, un des leurs étant atteint de claustrophobie, ils sont obligés d'en sortir, et périssent tous, les uns après les autres, sous les coups des morts-vivants, protégés de la lumière du jour par d'efficaces lunettes noires. Seul un jeune couple dynamique parvient à s'échapper en canot, mais son élément masculin, Chuck, est supprimé avant de pouvoir gagner le large. Après avoir erré pendant des jours sous la brûlure du soleil, Rose est secourue par un navire, aux passagers duquel elle raconte son incroyable histoire, qui n'est peut-être qu'un cauchemar dû à une insolation.

## Fiche technique
- Titre : Le Commando des morts-vivants
- Titre original : Shock Waves
- Réalisation : Ken Wiederhorn
- Scénario : John Kent Harrison et Ken Wiederhorn
- Direction artistique : Jessica Sack
- Photographie : Reuben Trane (images s/marines : Irving Pare)
- Son : Stephen Manners et Emil Neroda
- Musique : Richard Einhorn
- Montage : Norman Gray
- Production : Reuben Trane pour Zopix Company - Lawrence Friedricks Company
- Société de distribution : Promodis (une sélection CAA.)
- Durée : 82 minutes
- Dates de sortie : 15 juillet 1977 aux États-Unis ; 6 juin 1979 en France
- Interdit aux moins de 12 ans

## Distribution
- Peter Cushing : le commandant SS
- Brooke Adams : Rose
- Fred Buch : Chuck
- Jack Davidson : Norman
- Luke Halpin : Keith
- D.J. Sidney : Beverly
- Don Stout : Dobbs
- John Carradine : le capitaine Ben Morris
- Clarence Thomas : le pêcheur